# Барда, Фрицис
Фри́цис Ба́рда (латыш. Fricis Bārda, 25 января 1880 — 13 марта 1919) — латышский поэт-романтик.

## Биография
Родился 25 января 1880 года в Поциемской волости Вольмарского уезда Лифляндской губернии Российской империи в крестьянской семье.
Отец — Янис Барда — купил сельский дом, чтобы, согласно законам того времени, получить освобождение от службы в армии. По роду занятий он был портным и всю свою жизнь зарабатывал деньги, чтобы оплачивать счета за взятый в селе дом, которые он так и не выплатил до своей смерти.
Мать Ф. Барды — Иева Барда — до замужества была простой служанкой в богатом доме в Румбини. В семье, кроме Фрициса, было ещё восемь детей (некоторые из них умерли во младенчестве). Младший брат Фрициса — Антон Барда (1891—1981) — тоже стал поэтом. В детстве Фрицис помогал родителям по хозяйству, пас домашнюю скотину и проводил много времени на природе. Вероятно, что это и зародило в душе поэта склонность к романтике и любовь к природе, проявившиеся в его творчестве.
Учился в Поциемской волостной школе, Умургской церковно-приходской школе, Лимбажской городской школе, Валкской семинарии латышских волостных учителей (1898—1901) и на философском факультете Венского университета (1906—1907). Работал помощником учителя Катлакалнской церковно-приходской школы (1901—1905), руководителем литературного отдела журнала «Stari», учителем в реальном училище Атиса Кениньша (1908—1913).
С 1911 читал лекции по эстетике на драматических курсах Екаба Дубурса, работал в средней школе Латвийского союза работников образования (1916 и 1918), был инспектором школ Вольмарского уезда (1917), доцентом Балтийского технического института (1918—1919).
Публиковаться начал с 1902 года. В 1911 году был издан первый лирический сборник «Zemes dēls» (рус. «Сын Земли»), в котором прослеживается влияние философских работ Фридриха Ницше и Анри Бергсона.
Был женат дважды. вторая жена — Паулина Барда — также была латышской поэтессой. Известно, что с ней Ф. Барда познакомился, подав в газету объявление о знакомстве.
После возвращения из Вены у Фрициса ухудшилось самочувствие, что в дальнейшем привело к скоропостижной кончине писателя. Умер в Риге 13 марта 1919 года, похоронен на Умургском кладбище.
В родном доме поэта, в нынешней Катварской волости Лимбажского края, был открыт мемориальный музей. В 1933 году на могиле был установлен памятник работы скульптора Теодора Залькалнса.
Латышские литературные критики, анализируя работы Фрициса Барды, сходятся во мнении, что поэт был глубоко религиозен, однако его религия не была схожа с традиционными. Религия Ф. Барды представляет собой синтез пантеизма и панентеизма — последнее чётко выражено в сборниках последних стихов Ф. Барды, опубликованных уже после его кончины.

## Произведения
- «Zemes dēls» (1911)
- «Dziesmas un lūgšanas Dzīvības Kokam» (1922)
- «Vita somnium» (1923)
- «Drāmas» (1929)
- Kopoti raksti, 1-4 (1938—1939)
- Raksti, 1-2 (1990—1992)